# Greg Jennings
(en) Statistiques sur pro-football-reference
Gregory Jennings, Jr., né le 21 septembre 1983 à Kalamazoo dans le Michigan, est un joueur américain de football américain évoluant au poste de wide receiver.

## Biographie
Étudiant à l'université de l'Ouest du Michigan, il a joué pour les Broncos de Western Michigan.
Il est drafté en 2006 à la 52e place (deuxième tour) par les Packers de Green Bay. Il aligne trois saisons consécutives à plus de 1000 yards à la réception, entre 2008 et 2010. Durant la saison 2010, il remporte le Super Bowl XLV avec les Packers de Green Bay face au Steelers de Pittsburgh. Il est également sélectionné deux fois au Pro Bowl, en 2010 et en 2011.
Le 15 mars 2013, il s'engage avec les Vikings du Minnesota pour 5 ans et 47,5 millions de dollars.
En mars 2015, il est libéré par les Vikings.